# جون تشيشاير
جون تشيشاير (بالإنجليزية: John Cheshire)‏ هو لاعب دوري الرغبي بريطاني، ولد في 9 فبراير 1933 في نيوبورت في المملكة المتحدة.